# Bahnhof Diepholz
Der Bahnhof Diepholz ist der einzige Personenbahnhof der Kreisstadt Diepholz. Er liegt an der Bahnstrecke Wanne-Eickel–Hamburg und ist Halt für Regional-Express-Züge im Taktfahrplan sowie einzelner Intercityexpress und Intercity. Die Strecke wurde von 1881 bis 1883 zweigleisig ausgebaut und in den 1960er Jahren elektrifiziert.

## Geschichte
Das Empfangsgebäude wurde 1871/72 errichtet und am 15. Mai 1873 eröffnet. Sowohl das historisierende Bahnhofsgebäude als auch das ehemalige Postgebäude (Verwaltungsgebäude Am Bahnhof 2) entspricht in wesentlichen Teilen noch dem Ursprungszustand.
Weitere Bauten waren der Güter- und der Lokomotivschuppen, die Wasserstation, der Kohlenschuppen und ein Nebengebäude, sie wurden aber 1979 abgebrochen.
1923 wurde die Bahnstrecke Diepholz–Nienburg eröffnet.
Auf dieser Verbindung wurde in den Jahren 1966/1969 allerdings der Personenverkehr eingestellt. Heute wird sie nur von Güterzügen für die Unternehmen Exxon-Mobil in Barenburg sowie BTR-Logistik in Rehden befahren. Der Streckenteil Sulingen–Nienburg ist seit 1997 stillgelegt.
1977 wurde ein Spurplan-Stellwerk (SpDrS60) in Betrieb genommen, dass drei mechanische Stellwerke ersetzte.
2010 wurde ein Tunnel unter dem Bahnhof für den Auto-, Fuß- und Radverkehr errichtet. 2016 wurden das Bahnhofsgebäude und Nebengebäude an mehrere örtliche Investoren verkauft.
Vorhanden ist ein Hausbahnsteig und ein Mittelbahnsteig.
Anfang 2017 wurde die in den 1960er Jahren errichtete Fußgängerbrücke über den Gleisen abgerissen. Der Mittelbahnsteig ist somit nur noch über den Tunnel per Treppen oder Fahrstuhl erreichbar. Seit 2017 werden zudem alle Bahnsteiganlagen im Rahmen des Programms „Niedersachsen ist am Zug III“ umfassend modernisiert. Die Arbeiten sollten 2019 abgeschlossen sein.

## Verkehrsanbindung

### Fernverkehr
In Diepholz halten am Tagesrand auch einzelne EuroCity- und Intercity-Express-Züge der Linien 39, 42 und 43.

### Regionalverkehr
Der Bahnhof liegt im Bereich des Verkehrsverbundes Bremen/Niedersachsen (VBN). 
Diepholz wird vom Regional-Express auf folgender Linie bedient:
| Linie | Linienverlauf | Takt                              | Betreiber     |
| ----- | --- | --------------------------------- | ------------- |
| RE 9  | Bremerhaven-Lehe – Bremerhaven Hbf – Osterholz-Scharmbeck – Bremen Hbf – Kirchweyhe – Syke – Bassum – Twistringen – Barnstorf – Diepholz – Lemförde – Bohmte – Osnabrück Hbf Stand: Fahrplanwechsel Dezember 2024 | 120 min 60 min (Bremen–Osnabrück) | DB Regio Nord |

### Öffentlicher Nahverkehr
Der ZOB Diepholz, der sich neben dem Bahnhof befindet, ist ein Knotenpunkt des regionalen Busverkehrs.
| Linie | Linienverlauf                           |
| ----- | --------------------------------------- |
| 125   | Diepholz – Barnstorf – Twistringen      |
| 129   | Diepholz – Lembruch – Lemförde          |
| 137   | Diepholz – Rehden – Varrel – Sulingen   |
| 170   | Diepholz – Rehden – Wagenfeld – Ströhen |